# Sagartiomorphidae
Sagartiomorphidae is een familie uit de orde van de zeeanemonen (Actiniaria). De familie is voor het eerst wetenschappelijk beschreven door Carlgren in 1934. De familie omvat 1 geslacht en 1 soort.

## Geslacht
- Sagartiomorphe